# Slaapgrondels
Slaapgrondels (Eleotridae) zijn een familie van straalvinnige vissen uit de orde van Baarsachtigen (Perciformes).

## Geslachten
- Allomogurnda G. R. Allen, 2003
- Belobranchus Bleeker, 1857
- Bostrychus Lacépède, 1801
- Bunaka Herre, 1927
- Butis Bleeker, 1856
- Calumia J. L. B. Smith, 1958
- Dormitator T. N. Gill, 1861
- Eleotris Bloch & J. G. Schneider, 1801
- Erotelis Poey, 1860
- Giuris Sauvage, 1880
- Gobiomorphus T. N. Gill, 1863
- Gobiomorus Lacépède, 1800
- Grahamichthys
- Guavina Bleeker, 1874
- Hemieleotris Meek & Hildebrand, 1916
- Hypseleotris T. N. Gill, 1863
- Incara Visweswara Rao, 1971
- Kimberleyeleotris Hoese & G. R. Allen, 1987
- Kribia Herre, 1946
- Leptophilypnus Meek & Hildebrand, 1916
- Microphilypnus G. S. Myers, 1927
- Milyeringa Whitley, 1945
- Mogurnda T. N. Gill, 1863
- Odonteleotris T. N. Gill, 1863
- Ophieleotris
- Ophiocara T. N. Gill, 1863
- Oxyeleotris Bleeker, 1874
- Parviparma Herre, 1927
- Philypnodon Bleeker, 1874
- Philypnus
- Pogoneleotris Bleeker, 1875
- Prionobutis Bleeker, 1874
- Ratsirakia Maugé, 1984
- Tateurndina Nichols, 1955
- Thalasseleotris
- Typhleotris Petit, 1933